# Fuerte Virguenco
Fuerte Virguenco o Virhuenco fue una fortaleza española ubicada en lo que hoy es Región de la Araucanía del sur de Chile. Se estableció por primera vez en 1613 por el gobernador Alonso de Ribera de 1613, como parte de su dispositivo de fuertes fronterizos que dentro de la estrategia conocida como Guerra Defensiva. Se encuentra en el valle de Virhuén al sureste de la ciudad de Angol y en la parte superior del río Rehue cerca de la parte occidental de la región de Quechereguas, donde comienzan las altas montañas. Más tarde fue abandonado o destruido.
En 1665 el gobernador Francisco de Meneses Brito en el mismo emplazamiento erigió la fortaleza de San Carlos, sin embargo, los mapuches lograron tomarla y mataron a toda la guarnición el 20 de mayo de 1667.
El nombre de Virhuén y también la de Virhuenco, son alteraciones de la palabra del mapudungun virquen o virquyn que significa "tierra fría".